# 大野城 (筑前國)
大野城（おおのじょう）是位在福岡縣大野城市・太宰府市・宇美町的一座古代山城（朝鮮式山城）。1952年3月31日，指定為特別史跡。

## 關連項目
- 日本城堡列表
- 日本100名城

## 外部連結
- 大野城市HP>大野城跡
- 宇美町HP>大野城跡
- 國指定文化財等データベース（页面存档备份，存于）